# Свідерський Сергій Юрійович
Сергі́й Ю́рійович Свіде́рський — лейтенант Збройних сил України.

## З життєпису
2013 року закінчив Академію сухопутних військ імені гетьмана Петра Сагайдачного, спеціальність — управління діями підрозділів механізованих військ.
З перших днів у зоні проведення операції, командир механізованого взводу 24-ї бригади. Взвод під керівництвом Свідерського ніс службу на блокпостах у Донецькій області. Згодом взвод реорганізували у штурмову групу — для ліквідації терористів у безпосередніх зіткненнях з противником. Протягом бойових дій група під орудою Сергія Свідерського визволила кілька десятків населених пунктів — у Донецькій та Луганській областях.

## Нагороди
21 жовтня 2014 року — за особисту мужність і героїзм, виявлені у захисті державного суверенітету та територіальної цілісності України, вірність військовій присязі під час російсько-української війни, відзначений — нагороджений орденом «За мужність» III ступеня.